# Tehuacalco

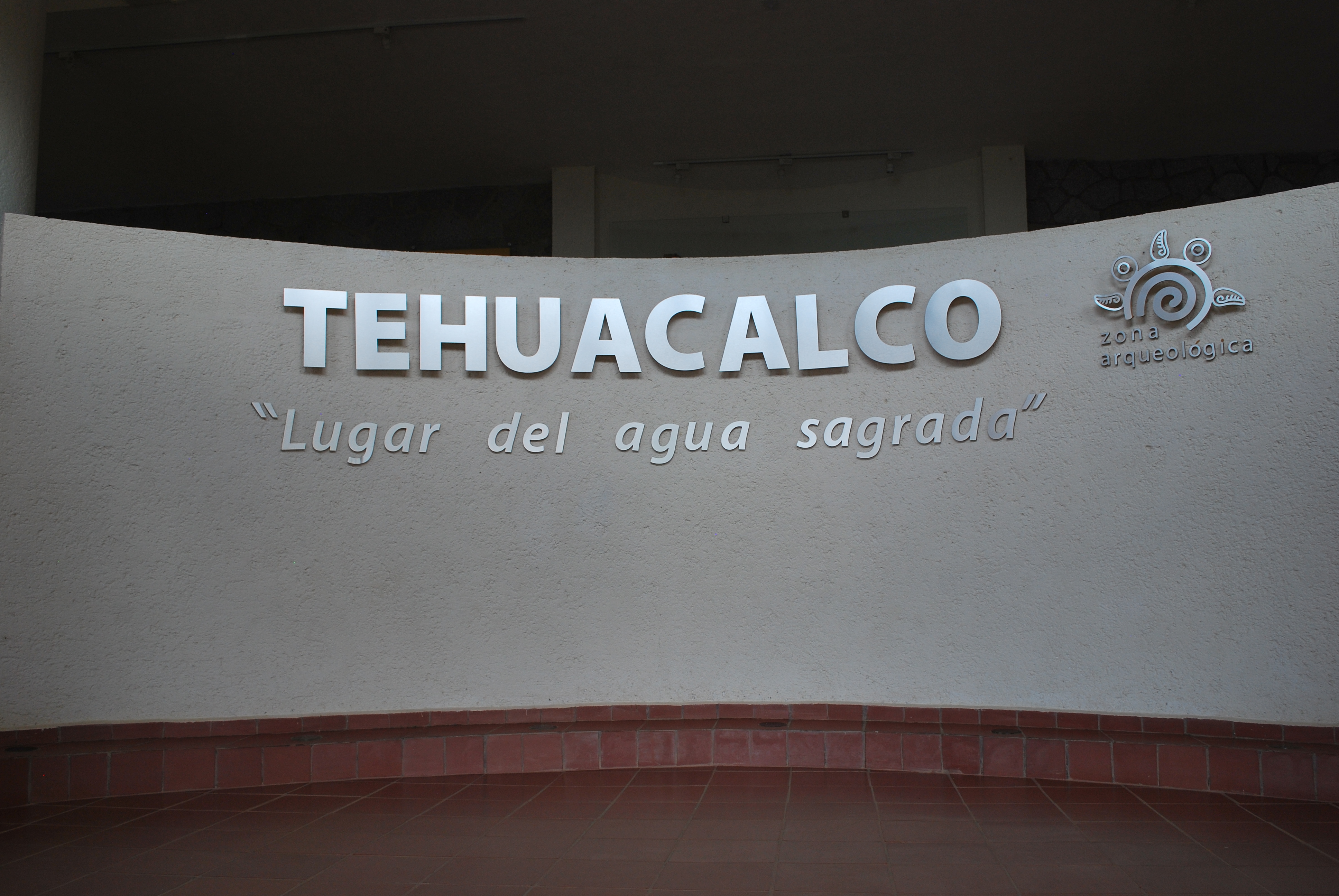
Entrada al sitio.

Tehuacalco (del náhuatl: tehuacalli ‘agujeros perforados en piedras para ser utilizado con fines rituales’‘"el lugar de la caja de piedra", "la casa de los sacerdotes" o "casa del agua sagrada"’) es un sitio arqueológico ubicado cerca de la ciudad de Chilpancingo, Guerrero. Fue el primer sitio arqueológico asociado a la cultura yope en ser excavado en la década del 2000. El sitio se encuentra en una colina rodeada de montañas, que eran adoradas por los yopes. Consiste en un antiguo centro ceremonial que nunca dominaron los mexicas con cuatro puntos cardinales y una compuerta que se utilizaba para marcar los eventos solares (como equinoccios y solsticios). Tehuacalco fue ocupado entre el 650 y el 1100 d. C. que corresponde al Epiclásico y Posclásico Temprano.
El sitio fue abierto al público en diciembre del 2008.

## Ubicación
El sitio está ubicado cerca de la comunidad de La Haciendita, en el estado de Guerrero, cerca de Chilpancingo, la capital de éste. La desviación a la zona arqueológica se encuentra sobre la carretera México-Acapulco. Las comunidades más cercanas son La Haciendita, Carrizal de la Vía, El Potrero, Chilpancingo y Garrapatas. La comunidad más grande y cercana es Tierra Colorada. El clima de la zona es tropical caducifolio, por lo que sus árboles pierden la mayor parte de sus hojas durante la estación seca, que va de otoño a primavera.

### Estructura
Algunos de los elementos que componen esta zona son estructuras piramidales, petrograbados y cuevas de culto al Sol que brindan cuatro formas de recorrido: 
- El de monumentos prehispánicos;
- El de los petrograbados;
- El del paisaje ritual con los cerros; y
- El relativo a la flora y fauna del lugar.

Entre las estructuras monumentales que hay en el sitio destacan el Juego de Pelota que mide 37.80 metros de longitud, y la pirámide denominada como la Incinera, con una altura de 20 metros, la cual fue sede de rituales por parte de sacerdotes y gobernantes, relacionados con el culto al Sol, al agua, y de consecución del tiempo.
Otros vestigios arquitectónicos son la Estructura E4, una plataforma con un marcador solar en su parte delantera, dirigido al oriente. Así como la Plataforma W, así como unidades habitacionales con patios internos y drenajes, donde pudieron haber vivido personajes de alto rango o de posición privilegiada en el sistema social de Tehuacalco.
Tal es el caso del edificio llamado El Palacio, estructura que tiene una base de cerca de 80 metros por lado y sobre la cual se hallan diversos basamentos. El fondo de este complejo es el cerro que a los antiguos habitantes les marcaba el equinoccio solar, el inicio de la actividad agrícola y la consecución de actividades rituales.
Derivado de las dos temporadas intensivas de excavación que se han efectuado en el sitio durante 2006, 2007 y 2008, se han detectado 18 estructuras monumentales, que han permitido determinar el patrón de distribución arquitectónica y el sistema constructivo.
El estilo de construcción fue el que se denominó paramento mixteco, que consiste en piedras de laja colocadas de manera vertical y horizontal con relleno de arcilla. Este modelo permite que las estructuras y los muros tengan movilidad y ductibilidad en caso de temblores.
Otro de los aspectos que sobresalen en Tehuacalco es la presencia de varios petrograbados asociados a la vida ritual, como la Piedra de los Pies Pintados, que muestra huellas humanas labradas sobre una gran roca, el petroglifo del Monumento W, que consta de varios círculos grabados que se usaron para contabilizar lunaciones, así como varios tehuacallis con grabados de forma circular y rectangular.
De igual forma, destaca el gran número de cuevas que hay en las laderas del cerro La Compuerta, donde se han registrado 57 oquedades y en las que se han hallado diversas ofrendas.

## Historia

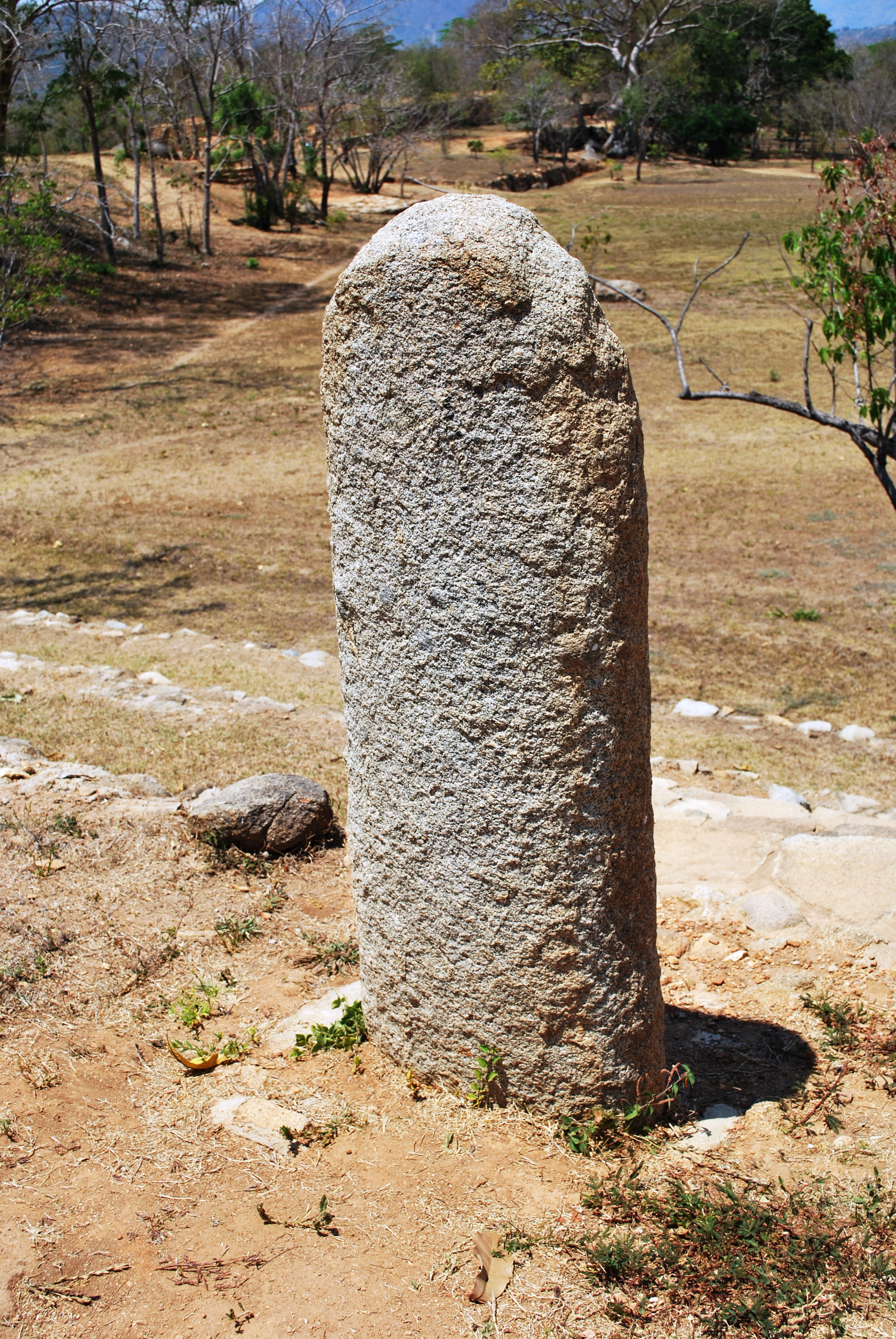
Estructura anona

El nombre del lugar proviene del náhuatl frase "Tehuacalli" que se refiere a los agujeros perforados en piedras para ser utilizados con fines rituales. Se puede interpretar de varias maneras, tales como "el lugar de la caja de piedra", "la casa de los sacerdotes" o "casa del agua sagrada". 

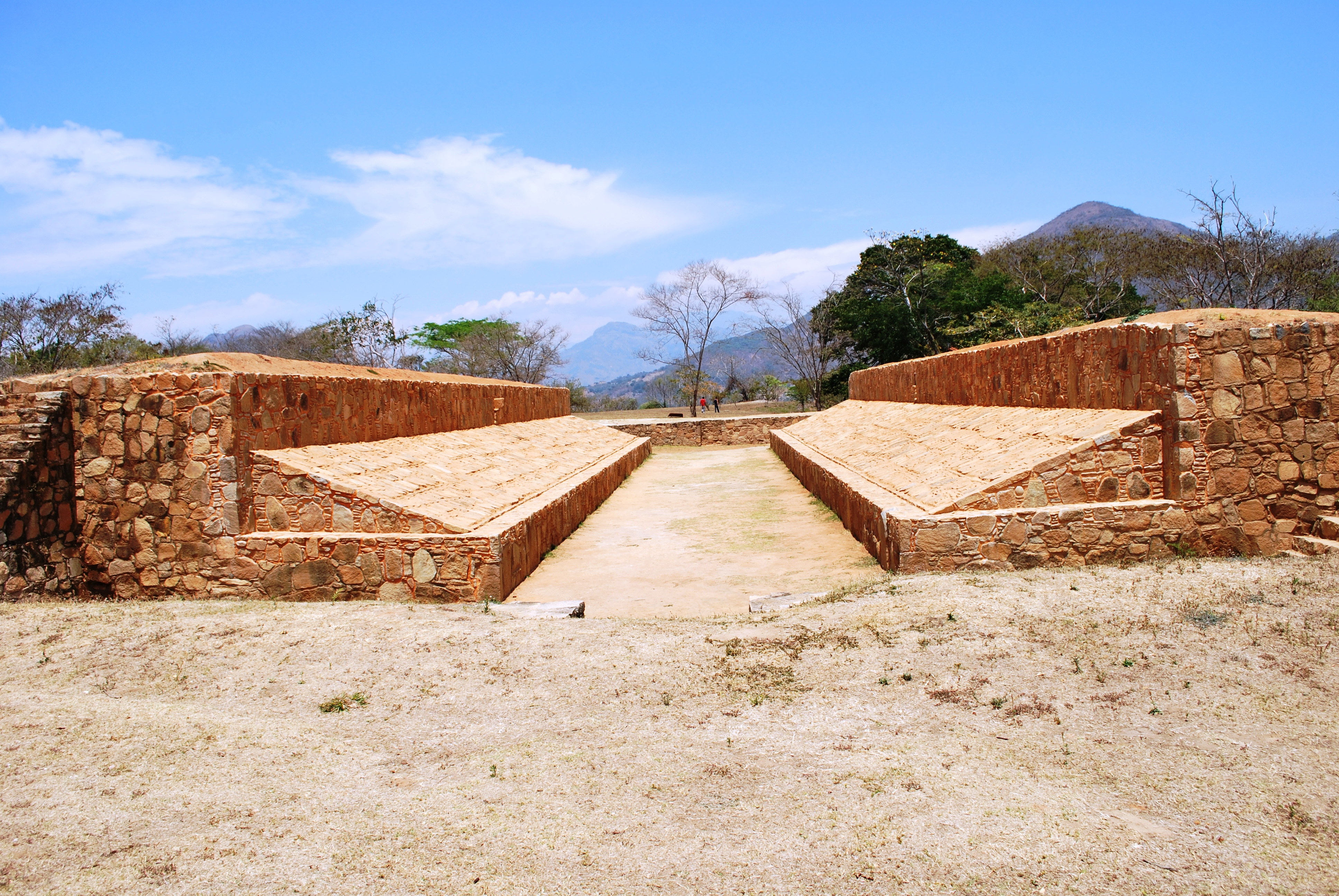
Juego de pelota mesoamericano en Tehuacalco

La ocupación del sitio inició alrededor del año 400 d. C. siendo su mayor apogeo entre 650 y 1100 d. C. En este momento, el núcleo de población cubría alrededor de ochenta hectáreas y el centro ceremonial doce. La mayoría de las estructuras fueron construidas cuando los toltecas estaban en el apogeo de su influencia. Los Yopes de Tehuacalco eran agricultores sedentarios con diferentes clases sociales con los gobernantes y sacerdotes en la parte superior, seguidos por los guerreros, los comerciantes y artesanos. Su dieta consistía en carne de caza y maíz. Los Yopes utilizaban a las montañas como depósitos de agua y semillas. Estas montañas fueron adoradas como una manera de garantizar buenas cosechas. Se pensaba que el sol era devorado por un monstruo al final del día y tuvo que luchar en el inframundo para surgir a la mañana siguiente. Se consideró obligatorio "alimentar" el sol para ayudar su retorno. 
El área alrededor del sitio fue nombrado Yopitzingo en náhuatl, y era una de las pocas áreas que los aztecas no pudieron conquistar a finales del período Posclásico, aunque para entonces los Yopes se habían convertido en seminómadas practicando la agricultura intermitente. Sin embargo, después de la conquista española, los Yopes fueron diezmados por las enfermedades europeas. No se sometieron por completo a la dominación española e hicieron una gran rebelión que fue aplastada por los mismos españoles, provocando la dispersión de  Yopes restantes a otros asentamientos. 
Tehuacalco es el primer sitio en relación con los Yopes en ser explorado ampliamente, lo que se hizo en la década de 2000. Diecinueve estructuras se han descubierto hasta el momento, sobre todo por el trabajo de campo realizado entre 2006 y 2007. Más tarde, cuarenta millones de pesos se invirtieron para preparar el lugar para el turismo y se abrieron al público en 2008. Es uno de los doce sitios abiertos al público durante la administración del Presidente Felipe Calderón entre 2006 y 2012.
La exploración, restauración y consolidación del sitio prehispánico representó una inversión de alrededor de 40 millones de pesos.
La zona arqueológica de Tehuacalco también cuenta con una Sala Introductoria y áreas administrativas del sitio. Como parte de los trabajos que lleva a cabo el INAH, actualmente se efectúa la consolidación de las estructuras llamadas el Conjunto Pedregal y la Estructura E9.